# Hoya corymbosa
Hoya corymbosa ist eine Pflanzenart der Gattung der Wachsblumen (Hoya) aus der Unterfamilie der Seidenpflanzengewächse (Asclepiadoideae). Die Art ist bisher nur von einer Lokalität in Sabah (Malaysia) nachgewiesen. Der Regenwald an der Typuslokalität war allerdings schon zur Zeit der Erstbeschreibung abgeholzt. Die Art existiert nach derzeitigen Wissen nur noch in wenigen botanischen Gärten.

## Merkmale
Hoya corymbosa ist ein horizontal oder epiphytisch wachsender, oder auch hängender Strauch. Alle vegetative Pflanzenteile enthalten einen weißen Milchsaft. Die blättertragenden Triebe sind im Querschnitt rund mit einem Durchmesser von 2 bis 2,5 mm. Sie sind dunkelgrün mit spärlichen, aufrechten oder ausgebreiteten Trichomen. Ältere Triebe sind ohne Blätter und haben einen Durchmesser bis zu 5 mm. Sie sind braun, kahl und die Borke hebt sich ab. Die Internodien sind 1,5 bis 3 cm lang. Die Blätter stehen waagrecht. Die Blattstiele sind im Querschnitt rund, messen 1,2 mm im Durchmesser und sind 1,5 bis 2 cm lang. Sie sind grün mit wenigen, abstehenden Trichomen. Die dicken und fleischigen Blattspreiten sind eiförmig bis elliptisch, 0,7 bis 2 cm lang und 2 bis 4 cm breit. Die kahlen Oberseiten sind dunkelgrün mit einem purpurfarbenen Rand. Die Blattunterseiten sind hellgrün. Frische Blätter sind spärlich flaumig behaart. Die Unterseiten älterer Blätter sind dagegen kahl. Der Apex ist spitz, die Basis gerundet. Die Ränder sind ganzrandig, der purpurfarbene Rand ist etwas zurück gebogen. Die Blattnervatur ist fiederförmig; auf der Oberseite ist die Mittelrippe leicht eingesenkt. Von der Mittelrippe zweigen zwei bis vier sekundäre Blattadern jeweils in einem Winkel von 30 bis 60° nach jeder Seite ab, die sich zum Rand hin untereinander verbunden sind (oder anastomosieren). Die Blattaderung ist außer der Mittelrippe normalerweise weder in frischem noch getrockneten Material sichtbar. Pflanzen, die in wenig Licht gezogen werden, zeigen die Blattaderung dagegen deutlich. An der Basis der Blattspreiten sitzen zwei bis vier Nektardrüsen; sie sind braun und dreieckig in der Form.
Die corymbiformen doldenförmigen Blütenstände enthalten 7 bis 10 Blüten. Sie entspringen einzeln und außerhalb der Blattachseln und sind positiv geotrop. Der Abschluss der Dolde ist flach bis leicht konvex gewölbt. Die ausdauernden Schäfte der Blütenstände sind im Querschnitt rund, sind 1,5 bis 3 mm lang und haben einen Durchmesser von 1,2 mm. Ältere Blütenstandsschäfte tragen die Narben früherer Blütenansätze. Frische Blütenstandsschäfte sind spärlich bedeckt mit Härchen, ältere Blütenstandsschäfte sind kahl. Die Blütenstiele sind 3 bis 4 cm lang und messen ca. 0,6 mm im Durchmesser; direkt unter dem Blütenkelch sind sie verdickt (ca. 1 mm im Durchmesser). Sie sind hellgrün, die Oberfläche ist papillös. Die Blütenknospen sind rundlich, hellgelb bis grünlich. Der Blütenkelch hat etwa 2 mm Durchmesser, die Kelchblätter sind eiförmig-rundlich, ca. 0,7 × 0,7 mm. Der Apex ist gerundet. Sie sind innen kahl, außen papillös, die Ränder sind mit Zilien besetzt. Die Kronblattzipfel sind zurück gebogen. Die Blütenkrone hat einen Durchmesser von 2,3 bis 2,7 mm bzw. wenn ausgebreitet von ca. 7 mm. Sie ist gelblich mit pinkfarbenen Stellen. Die Kronblattzipfel sind eiförmig-lanzettlich, 2,3 bis 2,7 mm lang und 1,3 bis 1,5 mm breit. Sie sind nach auch hin eingerollt, an der Basis (ca. 1,5 mm) sind sie miteinander verwachsen. Sie sind zur Basis hin dicht mit Trichomen bedeckt, zu den freien Zipfeln hin sind sie kahl. Die Apices sind spitz. Die Nebenkrone ist 2 mm hoch und misst 2,2 mm im Durchmesser. Die gelblichen Zipfel sind ambossförmig und fleischig. Sie messen ca. 0,3 × 0,5 mm. Der innere Fortsatz ist nach oben gebogen, der äußere Fortsatz ist zum Apex hin etwas verbreitert und flach trunkiert (was die Amboss-ähnliche Form ergibt). Die Blüten duften nicht und bleiben etwa eine Woche offen (Beobachtung in Kultur).
Das Pollinarium misst grob ca. 750 µm × 750 µm. Die Pollinien sind grob leicht rautenförmig mit gerundeten Ecken. Sie sind rund 300 µm lang und 300 µm breit mit einem breiten, durchscheinenden Rand, der sich über die gesamte Länge bis zum Ansatz der Caudiculae zieht. Das Retinakulum ist vergleichsweise klein (im Verhältnis zur Gesamtgröße des Pollinariums). Es ist gerundet-länglich dreieckig und misst ca. 170 µm in der Länge und 100 µm an der Basis. Die Caudiculae sind wiederum sehr groß (im Verhältnis zum Retinakulum) und setzen an der Basis des Retinakulums an. Sie sind abgeflacht, ca. 400 µm lang, maximal 150 µm breit und sind unterhalb der Ansätze an die Pollinien miteinander verbunden.
Früchte und Samen sind nicht bekannt.

### Ähnliche Arten
Hoya corymbosa hat Ähnlichkeit mit Hoya ignorata; beide Arten sind epiphytisch wachsende Sträucher mit aufrechten, negativ geotropen Blütenständen und mit sehr kleinen Blütenkronen (Durchmesser unter 3 mm) und stark zurück gebogenen oder zurück gerollten Kronblättern. Sie unterscheiden sich aber deutlich in der Morphologie der Nebenkrone. Bei Hoya ignorata sind keine Nebenkronenzipfel ausgebildet. Die Pollinia hängen nach unten und sind mit dem Corpusculum durch lange, dünne, fast fadenförmige Caudiculae verbunden. Hoya corymbosa besitzt dagegen Amboss-förmige Nebenkronenzipfel und aufrechte Pollinia, die mit dem Corpusculum durch breite, lange Caudiculae verbunden sind (15 mm vs. 150 mm). Die Pollinia sind bei Hoya ignorata eher rundlich oder leicht elliptisch. Der durchsichtige Rand ist sehr viel kürzer und wirkt eher wie ein Aufsatz auf das Pollinium.

## Geographische Verbreitung und Habitat
Die Art wurde ursprünglich von Ben Chai, einem Hoya-Sammler, im Mt. Rimau-Gebiet, Sipitang-Distrikt, Sabah, Malaysia gesammelt. Sie wuchs am Sammelort in der unteren Zone der tropischen Bergwälder in 1.600 m über Meereshöhe. Ob sie dort noch vorkommt ist unklar, da der tropische Regenwald zum Zeitpunkt der Erstbeschreibung bereits gefällt war. Auch die weitere Verbreitung ist nicht bekannt. Sie wird derzeit weiter in der Kipandi Butterfly Farm ex situ kultiviert. Aus diesem Grund gilt die Art nach den Richtlinien des IUCN als vom Aussterben bedroht.

## Taxonomie
Der Klon wurde zu einem nicht genannten Zeitpunkt von dem Hoya-Sammler Ben Chai gesammelt und in seinen Garten gebracht. Dort wurde er am 18. Juni 2009 von Linus Gokusing (u. a.) entdeckt. Die Hoya-Sammlung von Ben Chai wurde zum großen Teil in die Kipandi Butterfly Farm nach Kota Kinabalu, Sabah gebracht. Ein Steckling der neuen Art wurde auch in den Botanischen Garten in Turin (Italien) verbracht und dort weiter kultiviert.
Hoya corymbosa wurde 2013 von Michele Rodda, Nadhanielle Simonsson Juhonewe und Enrico Ercole erstmals beschrieben. Der Holotypus wird im Herbarium des Forest Research Centre in Sandakan, Sabah, Malaysia unter der Nr. Al1803/2009 aufbewahrt. Ein weiterer Herbarbeleg ist dort unter AL1726/2009 hinterlegt. Ein Exemplar aus Turin ist im Herbarium des Singapore Botanic Gardens unter Rodda MR10–003 hinterlegt. Die Datenbank Plant of the World online akzeptiert Hoya corymbosa als gültiges Taxon.
Der Artname bezieht sich auf den corymbiformen Blütenstand, d. h. dass die Blütenstiele in der Dolde von außen nach innen kürzer werden und dadurch die Blüten auf einer Ebene stehen.